# Josaia Raisuqe
Josaia Wini Raisuqe, född 22 juli 1994 i provinsen Raitasiri på Fiji, död 8 maj 2025 i Saïx i Tarn, Frankrike, var en fijiansk rugbyspelare. Han ingick i det fijianska lag som tog silver i sjumannarugby vid OS 2024 i Paris.